# 元三村
元三村（もとみむら）は、熊本県の北部、飽託郡にかつてあった村である。

## 地理
- 河川：加勢川、天明新川

## 歴史
- 1889年4月1日 - 町村制が施行。託麻郡元三村、飽田郡野田村が合併して発足。
- 1892年 - 飽田郡と託麻郡が合併し飽託郡となる。
- 1899年4月1日 - （旧）日吉村と元三村が合併して（新）日吉村が発足